# Chiến dịch Nizhni Dnieprovsk
Chiến dịch Nizhni Dnieprovsk (còn gọi là Chiến dịch Hạ Dniepr) là hoạt động quân sự lớn do Phương diện quân Ukraina 4 (Liên Xô) tiến hành chống lại Tập đoàn quân 6 (tái lập) và một phần Tập đoàn quân 17 của quân đội Đức Quốc xã, diễn ra từ ngày 26 tháng 9 đến ngày 20 tháng 12 tại khu vực hạ lưu sông Dniepr trên chính diện Zaporizhia qua Melitopol đến hồ Molochnoye sát biển Azov; chiều sâu chiến dịch đạt đến tuyến Zhaporizhia - Gornostaevka - Kakhovka - Kherson, dọc theo tả ngạn đoạn hạ lưu sông Dniepr.
Sau gần 3 tháng chiến đấu, Phương diện quân Ukraina 4 (Liên Xô) đã đánh bại Tập đoàn quân 6 (Đức), thu hồi toàn bộ vùng tả ngạn hạ lưu sông Dniepr và chuẩn bị cho Chiến dịch Hữu ngạn Ukraina, loại khỏi vòng chiến đấu 5 sư đoàn Đức; trong đó, có Sư đoàn bộ binh 11 (Đức) bị tiêu diệt hoàn toàn. Kết thúc chiến dịch, Phương diện quân Ukraina 4 (Liên Xô) còn chiếm giữ bốn căn cứ đầu cầu quan trọng tại khúc cong lớn của sông Dniepr ở phía đông Maganets, Nikopol và Berislav, Tsyurupinsk phía cửa sông, làm bàn đạp triển khai chiến dịch giải phóng Krivoy Rog và Nikolayev cuối năm 1943 đầu năm 1944.

## Bối cảnh
Đến cuối tháng 9 năm 1943, tất cả các Phương diện quân Liên Xô đều đã tiến đến bờ trái sông Dniepr, một số tập đoàn quân đã chiếm được các căn cứ đầu cầu bên hữu ngạn Dniepr. Riêng Phương diện quân Ukraina 4 vẫn phải dừng lại trên tuyến sông Molochnaya do vấp phải hệ thống phòng ngự vững chắc của hai tập đoàn quân 6 (Đức) và 3 (Romania) tái lập của đối phương. Trong 4 phương diện quân tham gia Chiến dịch sông Dniepr, Phương diện quân Ukraina 4 được giao chiều sâu nhiệm vụ lớn hơn cả (đến 490 km); địa hình tác chiến chủ yếu là các vùng đất thấp đồng lầy, chỉ có vùng hạ Donbas (ở giai đoạn đầu của chiến dịch) là tương đối thuận lợi.
Địa bàn hạ lưu sông Dniepr có tầm quan trọng rất lớn khộng chỉ đối với toàn bộ phòng tuyến Panther-Wotan của quân đội Đức Quốc xã mà còn có tầm quan trọng đặc biệt đối với Tập đoàn quân 17 (Đức) đóng tại Krym bởi vùng này nằm trên con đường rút lui trên bộ duy nhất của Tập đoàn quân 17 khỏi bán đảo Krym. Vùng hạ lưu sông Dniepr cũng là một trong hai địa bàn quan trọng vây bọc quanh khu công nghiệp Nikopol - Krivoy Rog, khu công nghiệp cuối cùng tại Nam Ukraina còn nằm trong tay quân Đức. Mặt khác, vùng cửa sông Dniepr rất gần với Odessa, một căn cứ hải quân quan trọng ở Biển Đen. Mất căn cứ này và các căn cứ hải quân khác ở bán đảo Krym, hải quân Đức Quốc xã sẽ không còn hy vọng lập được ưu thế trên Biển Đen, điều mà quân đội Đức Quốc xã chưa bao giờ đạt được.

## Binh lực và kế hoạch

### Quân đội Liên Xô
Trực tiếp tham gia chiến dịch là Phương diện quân Nam (từ ngày 20 tháng 10 năm 1943 đổi thành Phương diện quân Ukraina 4) do thượng tướng F. I. Tonbukhin chỉ huy, trung tướng S. S. Biryuzov làm tham mưu trưởng, thượng tướng E. A. Shadenko làm ủy viên hội đồng quân sự. Đội hình ở thời điểm khai trận gồm có:
- Tập đoàn quân 51 do trung tướng Ya. G. Kreyzer chỉ huy, trong biên chế có:
  - Quân đoàn bộ binh 10 gồm các sư đoàn bộ binh 216, 257, 263 và 346; Trung đoàn cơ giới cận vệ 2; Trung đoàn pháo tầm xa 647; Trung đoàn lựu pháo cận vệ 85 và Trung đoàn pháo chống tăng 746.
  - Quân đoàn bộ binh 54 gồm các sư đoàn bộ binh 91, 126 và 315; Trung đoàn cơ giới cận vệ 67; Trung đoàn pháo tầm xa 1105; Trung đoàn lựu pháo 331; Trung đoàn pháo chống tăng 14 và Trung đoàn phòng không 126.
  - Quân đoàn bộ binh 55 gồm các sư đoàn bộ binh 87, 347 và 387; Trung đoàn cơ giới trinh sát 512; các trung đoàn pháo chống tăng 1246 và 1250 và Trung đoàn súng cối 125.
  - Các đơn vị trực thuộc gồm Lữ đoàn xe tăng cận vệ 6; các tiểu đoàn bộ binh trinh sát 25, 30 và 33; Sư đoàn pháo binh cận vệ 2; các sư đoàn phòng không 15 và 18.
- Tập đoàn quân cận vệ 2 do thượng tướng G. F. Zakharov chỉ huy, trong biên chế có:
  - Quân đoàn bộ binh cận vệ 1 gồm các sư đoàn bộ binh cận vệ 33, 86 và sư đoàn bộ binh 295; Trung đoàn cơ giới cận vệ 19; Trung đoàn pháo tầm xa 377 và Trung đoàn pháo chống tăng cận vệ 113.
  - Quân đoàn bộ binh cận vệ 13 gồm các sư đoàn bộ binh cận vệ 3, 49 và 87; Trung đoàn pháo tầm xa 1095; Trung đoàn súng cối 483; Trung đoàn phòng không 1530.
  - Các đơn vị trực thuộc gồm: Sư đoàn bộ binh cận vệ 1 và Tiểu đoàn trinh sát 116.
- Tập đoàn quân xung kích 5 do thượng tướng V. D. Tsvetayev chỉ huy, trong biên chế có:
  - Quân đoàn bộ binh cận vệ 3 gồm các sư đoàn bộ binh cận vệ 50, 54 và 96; Trung đoàn cơ giới cận vệ 48; Trung đoàn pháo tầm xa 1162; Lữ đoàn pháo chống tăng 7 và Trung đoàn súng cối 489.
  - Quân đoàn bộ binh 63 gồm các sư đoàn bộ binh 118 và 267; Trung đoàn xe tăng trinh sát cận vệ 14; các trung đoàn pháo chống tăng 507 và 521; các trung đoàn súng cối 484 và 485 và Trung đoàn phòng không 1617.
  - Các đơn vị trực thuộc gồm Lữ đoàn xe tăng 238; Trung đoàn phòng không cận vệ 270 và Tiểu đoàn bộ binh trinh sát 28.
- Tập đoàn quân 28 do thiếu tướng V. F. Gerasimenko chỉ huy, trong biên chế có:
  - Quân đoàn bộ binh 9 gồm các sư đoàn bộ binh 61, 230 và 301; Lữ đoàn pháo tầm xa cận vệ 4; Trung đoàn lựu pháo 880; Trung đoàn pháo phản lực 274 và Trung đoàn pháo chống tăng 530.
  - Quân đoàn bộ binh cận vệ 10 gồm các sư đoàn bộ binh cận vệ 24, 109 và sư đoàn bộ binh 77; Trung đoàn cơ giới cận vệ 25; Lữ đoàn pháo tầm xa cận vệ 6; Lữ đoàn pháo phản lực cận vệ 92 sử dụng BM-13; Trung đoàn lựu pháo 1101 và Trung đoàn súng cối cận vệ 133.
  - Các đơn vị trực thuộc gồm Sư đoàn bộ binh 320; Trung đoàn phòng không cận vệ 607 và các tiểu đoàn xe tăng trinh sát 34, 40.
- Tập đoàn quân 44 do thiếu tướng V. A. Khomenko chỉ huy; đến tháng 10 năm 1943, sáp nhập vào Tập đoàn quân xung kích 5; trong biên chế có:
  - Quân đoàn bộ binh 3 gồm các sư đoàn bộ binh 9, 60, 155; Lữ đoàn cơ giới 13; Lữ đoàn pháo chống tăng 15; Trung đoàn pháo binh cận vệ 4; Lữ đoàn súng cối 19 và Trung đoàn phòng không 1485.
  - Quân đoàn kỵ binh cận vệ 4 gồm các sư đoàn kỵ binh cận vệ 9, 10, Sư đoàn kỵ binh 30; Trung đoàn pháo tự hành 1815; Trung đoàn pháo chống tăng cận vệ 152; Trung đoàn súng cối cận vệ 68; Trung đoàn cơ giới cận vệ 12; Trung đoàn cơ giới trinh sát cận vệ 4 và các trung đoàn phòng không 223, 416.
- Tập đoàn quân không quân 8 do trung tướng T. T. Khryukin chỉ huy.

### Quân đội Đức Quốc xã
Quân đội Đức Quốc xã trấn giữ phòng tuyến sông Molochnaya ban đầu gồm Tập đoàn quân 6 (tái lập) của tướng Karl-Adolf Hollidt, từ ngày 22 tháng 11 năm 1943, tướng Maximilian de Angelis chỉ huy tập đoàn quân này. Bên sườn trái Tập đoàn quân 6 là Tập đoàn quân xe tăng 1 của tướng Eberhard von Mackensen và từ ngày 29 tháng 10 do tướng Hans-Valentin Hube chỉ huy. Từ tháng 11 năm 1943, Tập đoàn quân Romania 3 (tái lập) tham gia phòng thủ vùng của sông Dniepr thay cho Quân đoàn bộ binh 44 rút về Krym phòng thủ trong đội hình Tập đoàn quân 17. Bố trí binh lực của Quân đội Đức Quốc xã từ phía Nam Zaporizhia đến cửa sông Dniepr trên bờ Biển Đen gồm có:
- Tập đoàn quân xe tăng 1 có hai quân đoàn bộ binh tham chiến trong khu vực:
  - Quân đoàn bộ binh 17 do các tướng Erich Brandenberger và Hans Kreysing (từ ngày 1 tháng 11 năm 1943) chỉ huy; ban đầu gồm các sư đoàn bộ binh 294, 302 và 306, đến tháng 12 năm 1943, sư đoàn bộ binh 294 chỉ còn 1/3 quân số (1 trung đoàn), các sư đoàn 302 và 306 bị thiệt hại nặng, được rút ra củng cố và thay thế bằng các sư đoàn bộ binh 124, 125.
  - Quân đoàn bộ binh 30 của tướng Maximilian Fretter-Pico, gồm các sư đoàn bộ binh 46, 257, 387 và sư đoàn cơ giới 16; đến đầu tháng 12 được tăng cường hai sư đoàn bộ binh 302 và 306 sau khi đã thay thế, bổ sung quân số.
- Tập đoàn quân 6 (tái lập) do các tướng Karl-Adolf Hollidt và Maximilian de Angelis lần lượt chỉ huy, trong biên chế có:
  - Quân đoàn bộ binh 4 (tái lập) của tướng Friedrich Mieth; ban đầu gồm các sư đoàn bộ binh 258, sư đoàn mô tô cơ giới 101, sư đoàn xe tăng 17, sư đoàn đổ bộ đường không 5 và sư đoàn kỵ binh 3; đến tháng 12 năm 1943 được tăng cường thêm sư đoàn bộ 79, một trung đoàn của sư đoàn bộ binh 335 và sư đoàn xe tăng 24, sư đoàn xe tăng 17 chuyển thành sư đoàn bộ binh 17.
  - Quân đoàn bộ binh 29 của tướng Anton-Reichard Freiherr von Mauchenheim und Bechtolsheim; gồm các sư đoàn bộ binh 111, 294, 336, sư đoàn đổ bộ đường không 15.
- Tập đoàn quân 3 (Romania) có 5 sư đoàn bộ binh.
- Một phần Tập đoàn quân không quân 4 (Đức) có các căn cứ đóng tại Nikolayev, Kirovograd, Kishinev, Kherson và Feodosiya trên bán đảo Krym, không quân Romania và Bulgaria thuộc quyền điều hành của Tập đoàn quân này.

## Diễn biến

### Chiến dịch Melitopol
Melitopol là đô thị loại trung bình nằm ở hạ lưu, gần cửa sông Molochnaya. Sau khi quân đội Liên Xô thu hồi vùng Donbas, tuyến sông Molochnaya được quân đội Đức Quốc xã sử dụng như một chướng ngại phòng thủ thiên nhiên ngăn chặn quân đội Liên Xô tiến đến vùng cửa sông Dniepr, ngăn chặn nguy cơ quân đội Liên Xô cô lập Tập đoàn quân 17 (Đức) tại bán đảo Krym. Trong đó, thành phố Melitopol được quân đội Đức Quốc xã coi là một khu vực phòng thủ quan trọng, một cụm cứ điểm then chốt trên tuyến sông Molochnaya. Muốn tiến ra cửa sông Dniepr, tạo thế bao vây các lực lượng Đức tại khu vực Nikolayev - Krivoy Rog từ phía Nam và cô lập Tập đoàn quân 17 (Đức) ở bán đảo Krym, Phương diện quân Ukraina 4 (Liên Xô) phải vượt qua cửa ải này. Nhiệm vụ tấn công Melitopol được tướng F. I. Tolbukhin giao cho Tập đoàn quân 28 (ở phía Nam) và Tập đoàn quân cận vệ 2 (ở phía Bắc). Cả hai tập đoàn quân đều phải vượt sông Molochnaya mà không có các căn cứ đầu cầu được chuẩn bị trước.
Ngày 26 tháng 9, Tập đoàn quân 44 (Phương diện quân Ukraina 4) và Tập đoàn quân xung kích 5 (Phương diện quân Ukraina 3) bắt đầu tiến hành một chiến dịch đệm ở khu vực eo đất giữa sông Molochnaya và khúc cong lớn của sông Dniepr. Quân đội Đức Quốc xã huy động Quân đoàn bộ binh 17 phản kích vào sườn trái Tập đoàn quân 44. Tập đoàn quân xung kích 5 cũng bị Quân đoàn bộ binh 30 (Đức) chặn lại trên hữu ngạn sông Molochnaya. Ngày 30 tháng 8, Tập đoàn quân 28 vượt sông Molochnaya ở phía Nam Melitopol, đánh bọc hậu cụm quân Đức tại Melitopol. Lợi dụng lúc Tập đoàn quân 6 (Đức) san sẻ lực lượng xuống giữ phía Nam Melitopol, ngày 6 tháng 9, Tập đoàn quân cận vệ 2 vượt sông Molochnaya, hình thành mũi tấn công thứ hai hợp vây Quân đoàn bộ binh 4 (Đức) tại cụm cứ điểm Melitopol.
Quân đội Đức Quốc xã chống trả kịch liệt tại Melitopol trong 20 ngày. Các đơn vị xe tăng và cơ giới Liên Xô bị ngập trong bùn lầy quanh khu vực hồ Molochnaya và cửa sông dưới những trận mưa dai dẳng cuối thu. Tập đoàn quân 44 bị thiệt hại đáng kể khi vấp phải đòn phản kích bằng xe tăng của Sư đoàn xe tăng 17 và Sư đoàn cơ giới 101 (Đức) trong khu vực giữa Mikhailovka và Gendelberg (Novogorovka). Các căn cứ đầu cầu mới chiếm được của các Tập đoàn quân xung kích 5 và cận vệ 2 vẫn không thể mở rộng do các đòn phản kích liên tục của Tập đoàn quân 6 (Đức). Ngày 1 tháng 10, Bộ Tổng tư lệnh Liên Xô tăng cường cho Phương diện quân Ukraina 4 Quân đoàn xe tăng 19 và Quân đoàn kỵ binh 4. Tuy nhiên, vì không đảm bảo được cơ số đạn dược theo quy định nên Nguyên soái A. M. Vasilevsky yêu cầu Tổng tư lệnh tối cao hoãn cuộc tấn công lại từ 5 đến 6 ngày cho đến khi có đủ từ 1 đến 1,5 cơ số đạn dược, kể cả đạn pháo cho xe tăng.

### Tại cửa sông Dniepr và cửa ngõ Krym
Cùng với cuộc rút lui của toàn bộ Cụm tập đoàn quân Nam (Đức), ngày 22 tháng 9 năm 1943, cánh nam của Cụm tập đoàn quân Nam (Đức) đã phải rút sang hữu ngạn sông Dniepr trên địa đoạn Dniepropetrovsk đến Zaporozhye. Ở cực nam mặt trận Xô-Đức, Phương diện quân Ukraina 4 đã tiến đến phía Nam cái gọi là "Lũy Phương Đông" (hay còn gọi là "Tuyến Panther-Wotan") trên tuyến sông Molochnaya khi kết thúc Chiến dịch Donbass. Với việc đánh chiếm Chernigov ngày 21 tháng 9, Phương diện quân Trung tâm (Liên Xô) đã tạo điều kiện cho Phương diện quân Tây Nam chuyển sang tiến công trên hướng Kiev. Phương diện quân Thảo Nguyên và Phương diện quân Voronezh cũng tận dụng được thời cơ này để áp sát Cherkasy và Kremenchuk. Trước đó, ngày 16 tháng 9, quân đội Đức Quốc xã đã bị tiêu diệt phần lớn tại bán đảo Taman và phải rút chạy sang bán đảo Krym. Nhiệm vụ đặt ra cho Phương diện quân Ukraina 4 (nguyên là Phương diện quân Nam) là vượt qua phòng tuyến sông Molochnaya, phối hợp với Phương diện quân Ukraina 3 áp sát phòng tuyến Panther-Wotan, tiến đến hạ lưu sông Dniepr; cô lập quân Đức tại bán đảo Krym.
Tư lệnh Cụm tác chiến Cụm tác chiến Hollidt bố trí phòng ngự trên các điểm cao trong các khu vực Chtrokahnovka (???) - Novo Mykokayevka (phía Bắc đầm lầy Shivat) và khu vực Veliky Kopany - Podo Kalynovka - Nova Mayachka; hình thành hai lớp phòng thủ từ các điểm cao phía trước vịnh Shivat và bên tả ngạn hạ lưu sông Dniepr. Ở tuyến đầu, có hai đến ba lớp hào chống tăng có chiều sâu phòng ngự từ 3 đến 6 km. Tập đoàn quân 6 và Sư đoàn sơn chiến 4 của Quân đội Đức Quốc xã là lực lượng phòng ngự chủ yếu trên tuyến này. Ngoài ra, còn có tàn quân của Tập đoàn quân 3 (Romania). Tập đoàn quân 17 (Đức) đóng tại Krym và bán đảo Taman do phải bố trí quân chủ lực vào hướng Taman nên chỉ để một sư đoàn bộ binh phòng ngự trên bờ Nam vịnh Shivat.
Ngày 26 tháng 9 năm 1943, dưới sự chỉ đạo của A. M. Vasilevsky, cánh Nam của Phương diện quân Nam bắt đầu tấn công. Các sư đoàn pháo binh 2 và 26, lữ đoàn pháo phản lực M31, 8 trung đoàn pháo phản lực M-13 và toàn bộ không quân của Phương diện quân yểm hộ cho 5 tập đoàn quân chia làm hai mũi đột kích chính. Mũi phía Bắc gồm Tập đoàn quân Cận vệ 2, Tập đoàn quân xung kích 5 và Tập đoàn quân 44 tấn công các vị trí phòng thủ của Tập đoàn quân 6 (Đức) trên tuyến Orlyansk - Mikhailovka - Novaya Bogdanovka. Sau hai ngày tấn công, Cụm cơ động của tướng A. G. Selivanov gồm 3 lữ đoàn xe tăng và 2 trung đoàn pháo tự hành được đưa vào cửa đột phá, mở đường cho Tập đoàn quân Cận vệ 2 phát triển đến Kakhovka - Tsyurupinsk, đối diện với thành phố Kherson trên cửa sông Dniepr. Mũi phía Nam gồm các tập đoàn quân 28 và 51 đột kích từ Melitopol vào tuyến phòng thủ cánh phải của Tập đoàn quân 6 (Đức). Ngày 1 tháng 10, Quân đoàn xe tăng 11 nằm trong cụm cơ động của tướng N. Ya. Kiritsenko đã đánh chiếm tuyến Askanya Nova - Armyansk - Ishun. Ngày 8 tháng 10, Tập đoàn quân 51 đánh chiếm các thị trấn Perekop và Gromovka, Tập đoàn quân 28 đánh chiếm các đầu mối giao thông Genichesk và Chongar, cắt đứt con đường sắt từ Krym lên phía Bắc. Tập đoàn quân 17 (Đức) hoàn toàn bị cô lập tại bán đảo Krym.
Tư lệnh Tập đoàn quân 17 (Đức), tướng Erwin Jaenecke phải rút Quân đoàn bộ binh 49 từ bán đảo Kerch và điều nó đến phòng thủ tại phía nam eo đất Perekop và vịnh lầy Shivat. Lợi dụng cơ hội này, Tập đoàn quân độc lập Duyên hải (nguyên là Cụm tác chiến Biển Đen - Liên Xô) đã đổ bộ lên phía đông bắc bán đảo Kerch và chiếm được một căn cứ bàn đạp rộng từ 10 đến 12 km, sâu 5 đến 7 km, uy hiếp Tập đoàn quân 17 (Đức) từ phía Đông.
Ngày 20 tháng 10, Phương diện quân Nam do thượng tướng F. I. Tolbukhin chỉ huy được đổi tên thành Phương diện quân Ukraina 4. Ngày 4 tháng 11, các tập đoàn quân Liên Xô đã giải phóng hoàn toàn vùng tả ngạn hạ lưu sông Dniepr và bước vào chuẩn bị cho các chiến dịch vượt sông đánh sang Hữu ngạn Ukraina.

## Kết quả, đánh giá và ảnh hưởng

### Kết quả
Tập đoàn quân 6 (Đức) sau lần tái lập vẫn không tránh khỏi chuỗi thất bại trong 2 năm liên tiếp. Cuối năm 1942, đầu năm 1943, Tập đoàn quân này đã bị xóa sổ trong Trận Stalingrad. Được tái lập vào mùa hè năm 1943, tập đoàn quân 6 (mới) được đưa vào đội hình Cụm tác chiến Hollidt, chịu trách nhiệm phòng thủ ở cánh Nam của Cụm tậm đoàn quân Nam (Đức) bên cạnh Tập đoàn quân 17. Trong các chiến dịch Hạ Dniepr tại Melitopol và Kakhovka, Tập đoàn quân này đã bị tổn thất nặng nề. Riêng sư đoàn bộ binh 73 bị tổn thất hơn 340 sĩ quan và hạ sĩ quan. Các sư đoàn bộ binh 11 và 336 bị mất đến 4/5 quân số trong các trận đánh từ ngày 28 tháng 9 đến ngày 12 tháng 10 năm 1943.
Thương vong của các đơn vị trên bộ của quân đội Liên Xô tuy không lớn nhưng cũng là đáng kể. Tập đoàn quân xung kích 5 sau mười ngày đột phá đã vấp phải căn cứ bàn đạp vững chắc của cánh phải Tập đoàn quân xe tăng 1 (Đức) trên tuyến Maganets - Nokopol - Gornostaevka tại tả ngạn sông Dniepr và bị tổn thất nặng. Tướng F. I. Tolbukhin phải điều Tập đoàn quân 28 từ phía Nam lật cánh lên phía Bắc để bảo vệ hai bên sườn cho Tập đoàn quân xung kích 5 nhưng vẫn không thủ tiêu được căn cứ bàn đạp của quân Đức. Hạm đội Biển Đen cũng chịu thiệt hại với 3 chiến hạm lớn bị pháo bờ biển Đức đánh đắm khi tiến hành một chiến dịch độc lập nhằm vào cửa sông Molochnaya ngày 7 tháng 10.

### Đánh giá
Thất bại nhanh chóng của Tập đoàn quân 6 (Đức) đã đẩy Tập đoàn quân 17 (Đức) vào thế bị cô lập. So với đầu năm 1942, vai trò của hai bên đã đảo ngược. Cả một tập đoàn quân Đức bị giam chân tại Krym và chỉ còn có thể liên lạc được với các tập đoàn quân Đức khác bằng đường biển trong khi Hải quân Liên Xô vẫn duy trì một hạm đội mạnh ở Biển Đen và Phân hạm đội Azov để phong tỏa bán đảo này. Khả năng tiếp tế cho Tập đoàn quân 17 (Đức) chỉ còn dựa chủ yếu vào đường không. Sự thụ động của Tập đoàn quân 17 (Đức) là một trong những nguyên nhân đáng kể dẫn đến thất bại của Tập đoàn quân 6 (Đức) trước Phương diện quân Nam (Liên Xô). Do bị hút vào các trận đánh trên bán đảo Taman và cố gắng đẩy Tập đoàn quân độc lập Duyên hải (Liên Xô) khỏi căn cứ bàn đạp ở đông bắc Kerch và chia bớt một phần lực lượng để phòng thủ Sevastopol, tướng Erwin Jaenecke không đủ quân để hỗ trợ cho Tập đoàn quân 6. Cũng giống như hồi cuối năm 1942, đầu năm 1943, Hitler tiếp tục ra lệnh cấm rút lui khỏi Krym mặc dù thế trận của Tập đoàn quân 6 (Đức) đã hoàn toàn đổ vỡ sau khi Phương diện quân Nam (Liên Xô) đột phá qua Melitopol về phía Tây. Cũng như ở Trận Stalingrad, sự cố chấp của Hitler đã tiếp tục đẩy thêm một tập đoàn quân Đức nữa (Tập đoàn quân 17) vào thế bị bao vây, cô lập.

### Ảnh hưởng
Thắng lợi của Phương diện quân Nam (Liên Xô) đã tạo điều kiện cho cuộc đổ bộ thành công của Tập đoàn quân độc lập Duyên Hải (nguyên là Cụm tác chiến Biển Đen) lên căn cứ đầu cầu ở Kerch, mở một mặt trận thứ hai đánh vào sau lưng Tập đoàn quân 17 (Đức). Tuy nhiên, cũng phải mất đến nửa năm sau, quân đội Liên Xô mới làm chủ hoàn toàn bán đảo Krym sau khi tiêu diệt phần lớn Tập đoàn quân 17 (Đức).
Với việc đánh chiếm tả ngạn vùng hạ lưu sông Dniepr, quân đội Liên Xô đã đặt tập đoàn quân xe tăng 1 và các đơn vị còn lại của Tập đoàn quân 6 (Đức) đang phòng ngự trong khu vực Dniepropetrovsk, Zhaporozh, Kirovograd, Nikolayev, Krivoy Rog vào thế phải đối đầu trên ba mặt Bắc, Đông và Nam. Cho dù giữ được bàn đạp trên tả ngạn sông Dniepr tại khu vực Nikopol một thời gian nhưng với những lực lượng dự trữ bị dàn mỏng, lại bị rút bớt lên phía Bắc để giữ Kiev thì cánh Nam của cụm tập đoàn quân Nam (Đức) đã đứng trước nguy cơ sụp đổ ngay trong mùa đông 1943-1944.